# 이나디나 아슈크
《이나디나 아슈크》(튀르키예어: İnadına Aşk)는 터키의 텔레비전 드라마이다.